# Issakaba
Issakaba es una película nigeriana de 2000 inspirada en hechos reales dirigida por Lancelot Oduwa Imasuen. La película representan la historia de los jóvenes vigilantes comunitarios llamados Bakassi Boys quienes luchaban contra delitos como robos a mano armada y casos de asesinato que provocaban miedo y pánico en su comunidad. También describe la batalla contra Eddie Nawgu, un hechicero que aterrorizó a la gente de la población Nawgu en el estado de Anambra. La película combina acción, terror y drama.

## Sinopsis
Los chicos de Issakaba liderados por Ebube se enfrentan a ladrones armados que aterrorizan a su sociedad. Estos ladrones poseen ciertos poderes místicos que utilizan en los asaltos. Debido a esto, Ebube y su equipo de chicos Issakaba también adquieren poderes que les permiten luchar contra ellos.

## Elenco
- Sam Dede
- Chiwetalu Agu
- Pete Eneh
- Amaechi Muonagor
- Susan Obi
- Mike Ogundu
- John Okafor
- Andy Chukwu
- Zulú Adigwe
- Diewait Ikpechukwu
- Remmy Ohajianya
- Emeka Nwafor
- Tom Njemanze
- Uche Odoputa
- Emeka Ani